# フジタ"Jr"ハヤト
フジタ"Jr"ハヤト（フジタ"ジュニア"ハヤト、1986年9月20日 - ）は、日本の男性プロレスラー。本名：藤田 勇人（ふじた はやと）。東京都足立区出身。血液型A型。

## 経歴
脳性麻痺の障害を持つ両親と共に障害者プロレス団体「障害者プロレス」に入門。7歳の時にゴッドファーザーJr.としてデビュー。
2004年、知人の紹介で新崎人生と知り合い、みちのくプロレスへの誘いを受けて入門。デビュー戦に先駆けて憧れの人である山本"KID"徳郁が主宰している総合格闘技ジム「KILLER BEE」でトレーニングを積む。12月3日、みちのくプロレス後楽園ホール大会でフジタ"Jr"ハヤトとして対中嶋勝彦戦でデビュー。
2007年12月、ヒールユニット「九龍」に加入。
2008年2月10日、武勇伝で開催された「武勇伝杯争奪タッグトーナメント」に澤宗紀とタッグを組んで出場して優勝。5月から8月、フーテン プロモーションで開催された「ヤングジェネレーションバトル」に出場。12月7日、フーテン プロモーションで開催された「ONE NIGHTタッグトーナメント」に小野武志とタッグを組んで出場して優勝。12月12日、義経に勝利して東北ジュニアヘビー級王座を獲得。
2009年8月、「鉄人」に出場して優勝。11月、プロレスリングZERO1で開催された「天下一Jr.」に出場。12月22日、新日本プロレス主催で開催された「SUPER J-CUP」に出場。
2010年5月から6月、新日本プロレスで開催された「BEST OF THE SUPER Jr.」に出場。12月、プロレスリングZERO1で開催された「風林火山」に日高郁人とタッグを組んで出場。
2011年7月から8月、プロレスリングZERO1で開催された「火祭り」に出場。12月、プロレスリングZERO1で開催された「風林火山」に田中将斗とタッグを組んで出場して優勝。
2012年1月14日、南野タケシ、卍丸、Ken45°と共にヒールユニット「BAD BOY」を結成。
2016年4月7日、プロレスリングZERO1で大谷晋二郎&高岩竜一組に勝利して日高と共にNWAインターナショナルライトタッグ王座を獲得。
2017年4月23日、プロレスリングZERO1での試合中に左膝を負傷して外側側副靭帯完全断裂、内側側副靭帯部分断裂と診断されて欠場。
2018年11月24日、みちのくプロレス仙台ヒルズホテル大会に来場して脊髄腫瘍髄内腫瘍上衣腫によるガンが発見されて闘病中であることを告白。腫瘍は脊髄に付着しているため、外科的手術による摘出では神経に傷をつけて下半身に大きな障害を抱えてしまう可能性が大きいため、放射線療法と抗ガン剤による治療が続いた。
2019年11月27日、みちのくプロレス新宿FACE大会「フジタ"Jr"ハヤト支援大会〜ハヤトエール〜」に来場して神経に付着した腫瘍以外は除去したことを来場者へ報告。中盤では入場曲になっているJ-REXXXのミニライブが行われた。12月13日、みちのくプロレス後楽園ホール大会で2年8ヶ月ぶりに一夜限り15分1本勝負の復帰戦を行った。
2022年7月1日、みちのくプロレス後楽園ホール大会で約5年ぶりに本格復帰戦を行った。
2023年7月1日、GLEATで伊藤貴則に勝利してLIDET UWF王座を獲得。
2024年1月4日、新日本プロレス主催WRESTLE KINGDOM 18の第0試合『「KOPW 2024」進出権争奪ニュージャパンランボー（全20選手参加。1分毎に1選手が登場してくる時間差バトルロイヤル。出場選手はテーマ曲によって発表。）』に15番目の登場選手として出場し8番目にDOUKIと一緒にオーバー・ザ・トップロープで退場した。

## 得意技
バックドロップ
サイドスープレックス
K.I.D
胴締めフロントネックロックと同型。技名は山本"KID"徳郁から直接伝授されたことが由来。
変形K.I.D
タラバガニロックと同型。
K.I.Dクラッチ
ヘルム
バズソーキック
仰向けになった相手の上半身を起こして相手の左側頭部を振り抜いた右足の甲で蹴り飛ばす。
各種キック

## 入場曲
- H.Y.T〜RIP〜（J-REXXX）

## タイトル歴
みちのくプロレス
- 東北ジュニアヘビー級王座
- 鉄人優勝

武勇伝
- 武勇伝杯争奪タッグトーナメント優勝

フーテン プロモーション
- ONE NIGHTタッグトーナメント優勝

プロレスリングZERO1
- NWAインターナショナルライトタッグ王座
- 風林火山優勝

GLEAT
- LIDET UWF王座

## メディア出演

### テレビ
- 真相報道 バンキシャ!（日本テレビ）（2006年1月15日） - 生い立ちからデビュー戦までを密着。
- GET SPORTS（テレビ朝日）（2006年3月6日） - 生い立ちからデビュー戦までを密着。

### 映画
- ガチ☆ボーイ（2008年3月1日） - 安藤銀次郎 / シーラカンズ2号役